# Carmel (film 2009)
Carmel è un film del 2009 diretto da Amos Gitai.